# 시아미스 알지이터

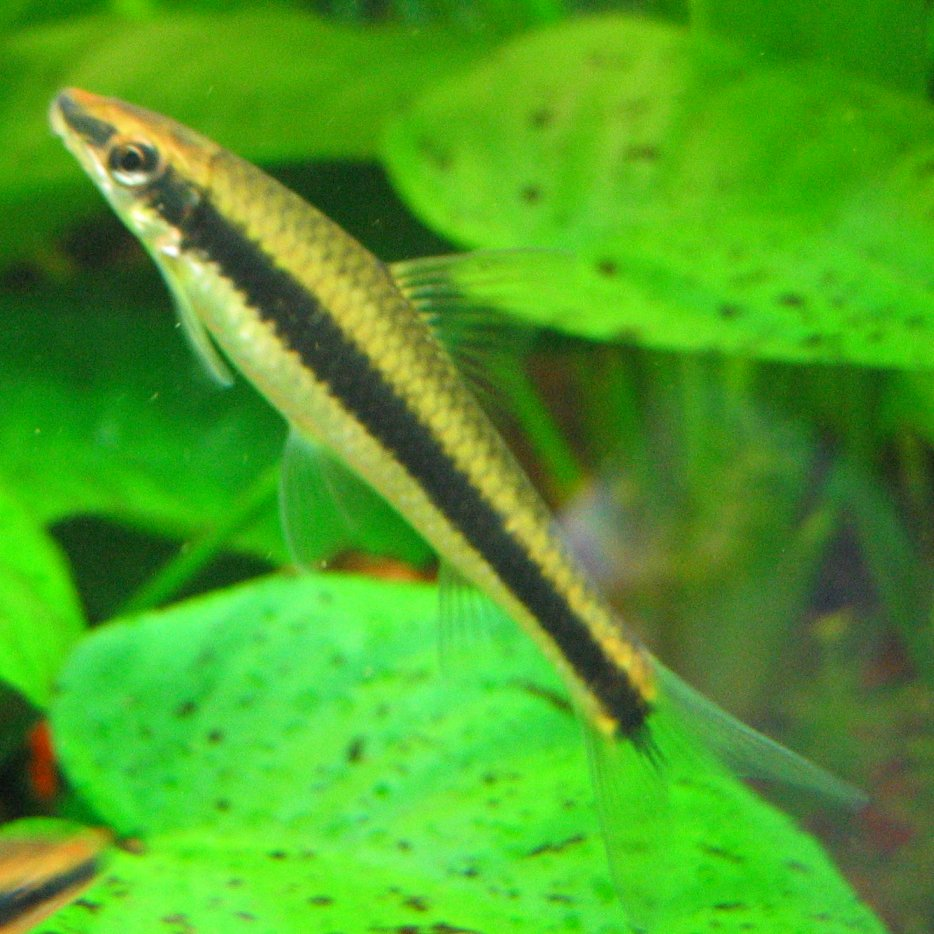
시아미즈 알지이터

시아미즈 알지이터(Crossocheilus oblongus)는 담수에서 살아가는 잉어과의 생물이다. 바닥층에서 살아가는 열대어로 동남 아시아, 차오 프라야, 메콩 강, 말레이반도에서 발견되며, 주된 서식지는 침수된 산림 지역이다. 최대 성장길이는 10cm정도이고 작을때는 순하지만 일정 크기 이상이되면 공격성을 보이기도 한다. 시아미즈 알지이터는 아감딱지에서 꼬리까지 연결되는 검은색의 가로 줄이 있다.